# Thomas Plankensteiner
Thomas Plankensteiner (* 3. November 1955 in Innsbruck) ist ein österreichischer Pädagoge, Bildungsexperte und Mitinitiator des Kirchenvolks-Begehrens von 1995.

## Leben
Thomas Plankensteiner maturierte am Akademischen Gymnasium Innsbruck und studierte anschließend Theologie, Germanistik und Geschichte an der Universität Innsbruck. Er schloss das Studium mit dem Lehramt aus Deutsch und katholischer Religion sowie dem Doktorat aus Philosophie (Germanistik und Geschichte) ab (Promotion sub auspiciis).
Nach seinem Studium unterrichtete er zunächst als AHS-Lehrer am Akademischen Gymnasium Innsbruck. Dort war er insbesondere für die Fächer Deutsch und Religion tätig.
Von 1997 bis 2001 war Plankensteiner am Landesschulrat für Tirol als Mitarbeiter des Amtsführenden Präsidenten beschäftigt. 2001 wurde er zum Landesschulinspektor für die Allgemeinbildenden Höheren Schulen in Tirol berufen. Später übernahm er als leitender Landesschulinspektor Verantwortung auf Bundesebene und koordinierte schulische Qualitätsentwicklung und Aufsicht für die AHS österreichweit. Zuletzt vor seiner Pensionierung war er ab 2019 Schulqualitätsmanager im Fachstab des Pädagogischen Dienstes der Bildungsdirektion Tirol. Parallel dazu war er in der Lehrerbildung engagiert, hielt Lehrveranstaltungen an der Universität Innsbruck und informierte regelmäßig über Studienangebote. 2019 ging er in den Ruhestand.
Neben seinem beruflichen Engagement engagierte er sich als Katholik (siehe Kirchenvolks-Begehren) und war auch immer musikalisch aktiv, unter anderem als Mitbegründer sowie langjähriger Obmann des Kammerchors Collegium vocale Innsbruck.
Thomas Plankensteiner lebt mit seiner Familie in Innsbruck. Er ist verheiratet und Vater von vier Kindern.

## Kirchenvolks-Begehren
Einem breiteren Publikum wurde Thomas Plankensteiner durch seine Rolle als Initiator des Kirchenvolks-Begehrens 1995 bekannt. Gemeinsam mit der Theologin Martha Heizer und weiteren engagierten Laien rief er eine Initiative ins Leben, die tiefgreifende Reformen innerhalb der römisch-katholischen Kirche forderte. Die zentralen Anliegen des Begehrens waren unter anderem die Abschaffung des Pflichtzölibats, die Gleichberechtigung von Frauen in kirchlichen Ämtern, eine zeitgemäße Sexualmoral und eine stärkere Mitbestimmung der Laien. In nur drei Wochen unterschrieben über 500.000 Menschen das Kirchenvolks-Begehren, das damit zu einem der größten basisdemokratischen Vorgänge in der österreichischen Kirchengeschichte wurde. Die Aktion führte im März 1996 zur Gründung der kirchenkritischen Reformbewegung „Wir sind Kirche“, dessen erster Vorsitzender Plankensteiner war und zeitweise auch international aktiv war. Er trat am 6. Dezember 1998 als Vorsitzender zurück. 1996 veröffentlichte Plankensteiner das Buch „Gottes entlaufene Kinder“, in dem er seine theologischen Überzeugungen und seine Vision einer reformierten Kirche darlegte.

## Publikationen
- Gottes entlaufene Kinder. Zur Theologie des Kirchenvolks-Begehrens. Dr.-und-Verl.-Haus Thaur, Thaur Wien München 1996, ISBN 978-3-85400-033-4.

Herausgeberschaft/Schriftleitung
- Die neue Schuleingangsphase. Pädagogische Brennpunkte – Nr. 12, Landesschulrat für Tirol, Innsbruck 1999, 30 Seiten.
- Lese-, Rechtschreibschwäche. Aktuelles aus Forschung und Praxis. Pädagogische Brennpunkte – Nr. 13, Landesschulrat für Tirol, Innsbruck 1999, 34 Seiten.
- Schule in Tirol. Eine Standortbestimmung. Festschrift für HR Dr. Leopold Wagner. Pädagogische Brennpunkte – Nr. 14, Landesschulrat für Tirol, Innsbruck 1999, 43 Seiten.
- Neue Wege in der schulischen Gesundheitsförderung. Pädagogische Brennpunkte – Nr. 15, Landesschulrat für Tirol, Innsbruck 2000, 15 Seiten.
- Wohin steuert der Religionsunterricht? Die Österreichische Höhere Schule – Nr. 01, Vereinigung christlicher Lehrerinnen und Lehrer an höheren und mittleren Schulen, Wien 1998, 4 Seiten.[24]
- Handreichung zur Leistungsfeststellung und Leistungsbeurteilung. Die Tiroler AHS – Allgemeinbildung ist Zukunft – Nr. HR-1, Landesschulrat für Tirol – Pädagogische Abteilung für die allgemein bildenden höheren Schulen, Innsbruck 2014, 19 Seiten.[25]

## Auszeichnungen
- 1983  Sub auspiciis Praesidentis rei publicae[26][27]
- 2021 Petrus-Canisius-Orden der Diözese Innsbruck[28]
- 2021 Großen Ehrenzeichen für Verdienste um die Republik Österreich